# Шкрљево (Бакар)
Шкрљево је насељено место у саставу града Бакра у Приморско-горанској жупанији, Република Хрватска.

## Историја
До територијалне реорганизације у Хрватској налазило се у саставу старе општине Ријека.

## Становништво
На попису становништва 2011. године, Шкрљево је имало 1.344 становника.

## Попис1991.
На попису становништва 1991. године, насељено место Шкрљево је имало 1.127 становника, следећег националног састава:
| Попис 1991.‍   | Попис 1991.‍  | Попис 1991.‍ | Попис 1991.‍ | Попис 1991.‍ |
| ------------- | ------------ | ----------- | ----------- | ----------- |
|               |              |             |             |             |
| Хрвати        | Хрвати       |             | 962         | 85,35%      |
| Срби          | Срби         |             | 53          | 4,70%       |
| Муслимани     | Муслимани    |             | 36          | 3,19%       |
| Југословени   | Југословени  |             | 22          | 1,95%       |
| Албанци       | Албанци      |             | 5           | 0,44%       |
| Црногорци     | Црногорци    |             | 3           | 0,26%       |
| Мађари        | Мађари       |             | 2           | 0,17%       |
| Словенци      | Словенци     |             | 2           | 0,17%       |
| Словаци       | Словаци      |             | 1           | 0,08%       |
| неопредељени  | неопредељени |             | 20          | 1,77%       |
| регион. опр.  | регион. опр. |             | 2           | 0,17%       |
| непознато     | непознато    |             | 19          | 1,68%       |
| укупно: 1.127 |              |             |             |             |